# Nadège Havet
Pour les articles homonymes, voir Havet.
Nadège Havet, née le 30 décembre 1975 à Rennes, est une femme politique française, membre du parti Renaissance.

## Biographie
Deuxième de la liste centriste emmenée par Michel Canevet, elle est élue sénatrice du Finistère en septembre 2020 et siège au groupe RDPI (LREM). Elle est, en 2017, la suppléante du député Didier Le Gac, député LREM.
En 2021 elle relaie au Sénat, dans le cadre de la proposition de loi sur la protection des lanceurs d'alerte, des amendements proposés par l'Association bretonne des industries agroalimentaires,.

## Détail des fonctions et des mandats
Mandat parlementaire
- depuis le 1er octobre 2020 : sénatrice du Finistère

Mandats locaux
- depuis le 16 mars 2008 : conseillère municipale de Saint-Pabu
- 24 mars 2008 - 9 avril 2014 : troisième adjointe au maire de Saint-Pabu
- 9 avril 2014 - 25 mai 2020  : première adjointe au maire de Saint-Pabu
- depuis le 25 mai 2020 : conseillère municipale de Saint-Pabu
- 24 avril 2014 - 27 octobre 2020 : vice-présidente de la communauté de communes du Pays des Abers